# Cornod
Cornod är en kommun i departementet Jura i regionen Bourgogne-Franche-Comté i östra Frankrike. Kommunen ligger i kantonen Arinthod som tillhör arrondissementet Lons-le-Saunier. År 2022 hade Cornod 215 invånare.

## Befolkningsutveckling
Antalet invånare i kommunen Cornod
Referens:INSEE